# Михеля Вас
Михеля Вас (словен. Mihelja vas) — поселення в общині Чрномель, Південно-Східна Словенія, Словенія. Висота над рівнем моря: 218,2 м.